# Wesołe kumoszki z Windsoru

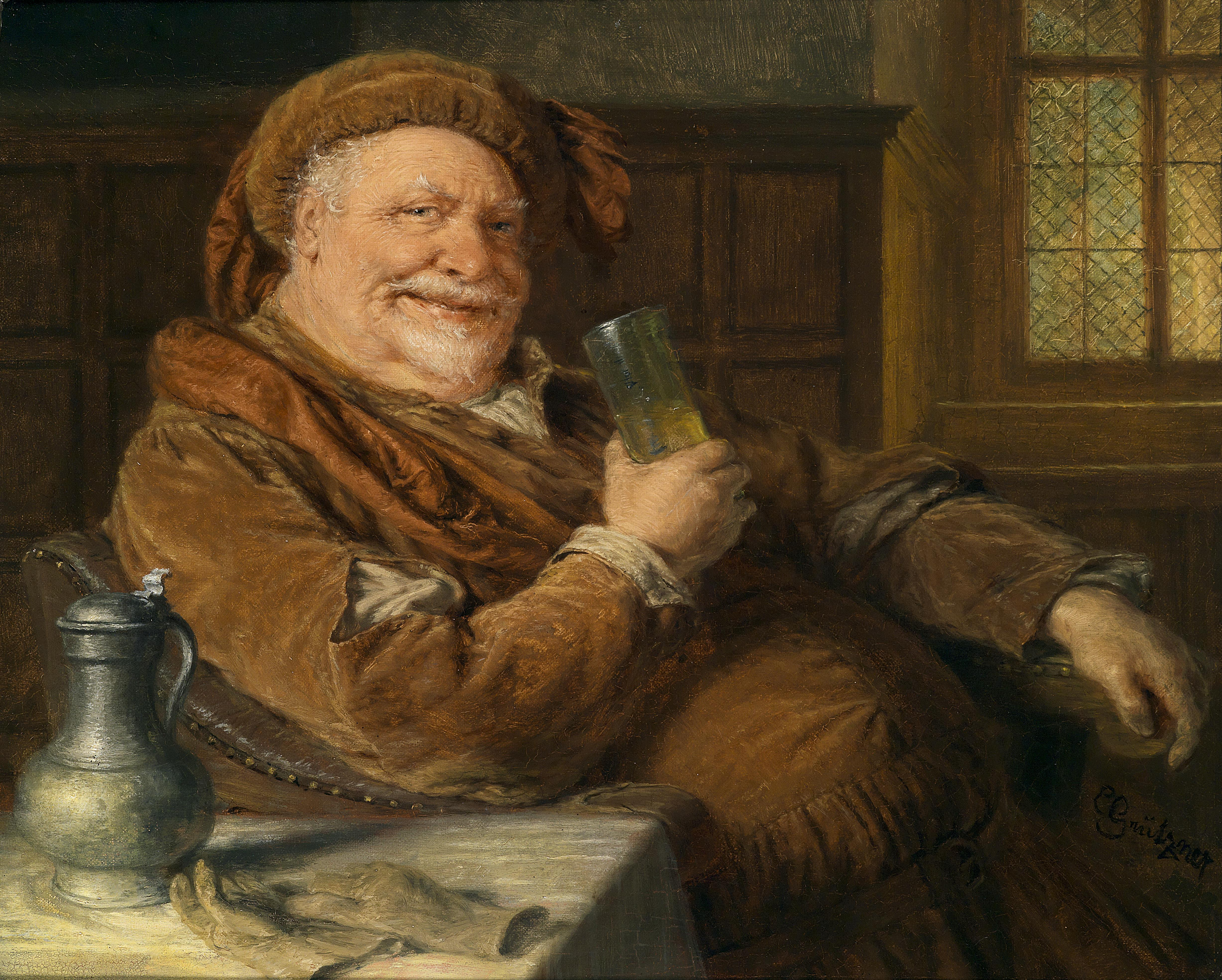
Eduard Grützner, Falstaff ze szklanicą i dzbanem

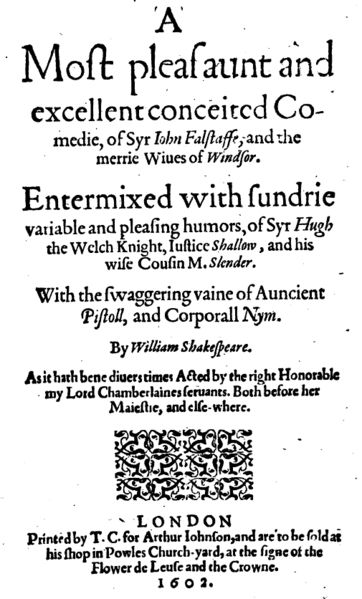
Tytułowa strona wydania z 1602 roku

Wesołe kumoszki z Windsoru (ang. The Merry Wives of Windsor) – komedia autorstwa Williama Shakespeare’a, w której pojawia się Sir John Falstaff. Jest to jedyne dzieło dramatyczne Szekspira osadzone dokładnie w czasie i miejscu, w których sam żył – w Anglii przełomu XVI i XVII wieku. Pomijając jego siłę komiczną, uważa się je za mistrzowski portret obyczajowości epoki.

## Wydanie i inscenizacja
Pierwsze znane wydanie miało miejsce w 1602 roku, nie jest to prawdopodobnie data powstania tej komedii. Istnieje domniemanie, że była wystawiana już w 1597 roku, kiedy to zobaczyła ją Elżbieta I Tudor. Sztuka ta pojawia się w Pierwszym Folio (1623). Można ją było także znaleźć w Fałszywym Folio.
Inscenizacją zajęła się grupa Lord Chamberlain’s Men, pierwsze przedstawienie, o którym wiadomo, iż odbyło się na pewno, zagrano w 1604 roku. Kolejne znane pochodzi z 1634 roku, a wystawiono je w Whitehall Palace.

## Fabuła
Sztuka rozgrywa się wśród mieszczan z Windsoru w ciągu kilku dni. Najważniejszy wątek dotyczy sir Johna Falstaffa, rubasznego szlachcica, który postanawia uwieść równocześnie dwie zamężne mieszczki – panią Page i panią Ford. Nie wie jednak, że obie są przyjaciółkami i dowiadują się o jego planie. Postanawiają zemścić się na nim, robiąc mu serię żartów. Falstaff kończy w Tamizie, gdzie zostaje wyrzucony razem z brudną bielizną, innym razem przebrany za starą kobietę zbiera chłostę od męża jednej z nich, wreszcie jest wystawiony na pastwę dzieci przebranych w środku nocy za duszki leśne. Autor wprowadził dwa wyraźnie wyeksponowane wątki poboczne. Pierwszy dotyczy zazdrosnego pana Forda, który chcąc przetestować wierność swej żony, a nie wiedząc nic o jej żartach, w przebraniu opłaca jeszcze Falstaffa, byle ten dalej chciał ją uwodzić. Drugi wiąże się z zalotami wobec córki państwa Page, która ma trzech wielbicieli: każde z jej rodziców woli innego z nich, a ona sama tego trzeciego.

## Powiązane dzieła
- W 1799 roku Antonio Salieri także napisał operę Falstaff, która także jest oparta na sztuce Szekspira.
- Na podstawie dramatu Szekspira Otto Nicolai stworzył singspiel Wesołe kumoszki z Windsoru (Die lustigen Weiber von Windsor), którego premiera miała miejsce w 1849 roku.
- Giuseppe Verdi stworzył operę pod tytułem Falstaff, opartą na tej sztuce, jednak, jak większość adaptacji, odbiega ona od oryginału pod względem fabuły.

## Tytuł w języku polskim
W dosłownym tłumaczeniu, według dzisiejszego znaczenia słów, tytuł sztuki oznacza „Wesołe żony z Windsoru”. Tytuł Wesołe kumoszki z Windsoru został wprowadzony przez jednego z pierwszych polskich tłumaczy Szekspira, Józefa Paszkowskiego. Podtrzymał go również w swoim przekładzie Stanisław Barańczak. Z kolei Maciej Słomczyński nie zgodził się z tą wersją i w jego tłumaczeniu sztuka nosi tytuł Wesołe niewiasty z Windsoru. Leon Ulrich zaś przełożył go jako Wesołe windsorskie kobiety.